# Watukenongo
Watukenongo is een bestuurslaag in het regentschap Mojokerto van de provincie Oost-Java, Indonesië. Watukenongo telt 4374 inwoners (volkstelling 2010).